# Chelonanthus angustifolius
Chelonanthus angustifolius är en gentianaväxtart som först beskrevs av Carl Sigismund Kunth, och fick sitt nu gällande namn av Ernest Friedrich Gilg. Chelonanthus angustifolius ingår i släktet Chelonanthus och familjen gentianaväxter. Inga underarter finns listade i Catalogue of Life.